# 新大站
新大站（韓語：신대역）是位于朝鮮民主主義人民共和國黃海南道瓜饴郡新大里的一個鐵路車站。屬於殷栗線。

## 邻近车站
殷栗線
瓜饴站 - 新大站 - 云城站